# 笹木野 (松茂町)
笹木野（ささきの）は、徳島県板野郡松茂町の大字。郵便番号は771-0219。

## 地理
北西で中喜来、東で豊久および満穂、南で豊岡および住吉、西で広島と隣接している。電話番号は088-699が使われている。

## 施設

### 宿泊施設
- 松茂旅館
- ニュースカイルート
- ポレポレ
- ポケット
- ワールドイン徳島
- YOU

### 商業施設
- 徳島日野自動車
- いすゞ自動車中国四国
- ネッツトヨタ徳島
- マルナカ徳島空港店
- 松茂ベルベ
- 彩苑
- 丸喜
- 空港通りぶつだん館